# Rechle u Lenory
Rechle u Lenory v okrese Prachatice je krytá dřevěná trámová lávka přes Teplou Vltavu, která sloužila k zadržování plujícího dřeva. Nachází se pod silnicí I/39 směrem na Volary.

## Historie
Krytá dřevěná lávka byla vybudována v roce 1870 a sloužila k zadržování, počítání, usměrňování a vypouštění splavovaného dřeva po Vltavě do papíren v Loučovicích či Větřní. Původně byl prostor rechle uzavíratelný z obou stran dveřmi a na stěnách byla skladována bidla sloužící k uvolňování naplaveného dříví. Otvory v podlaze sloužily pro zasunutí trámků, které za nízkého stavu vody sloužily k zadržení dřeva. Ty pak splavované dříví zadržovaly až do doby, než z okolních jezírek dorazila vyšší vlna.
Termín „rechle“ pochází z němčiny (der Rechen, tj. hrábě).
Celková oprava mostu byla provedena v roce 1985 z iniciativy obce Lenora. Most je chráněnou kulturní památkou.

## Dispozice mostu

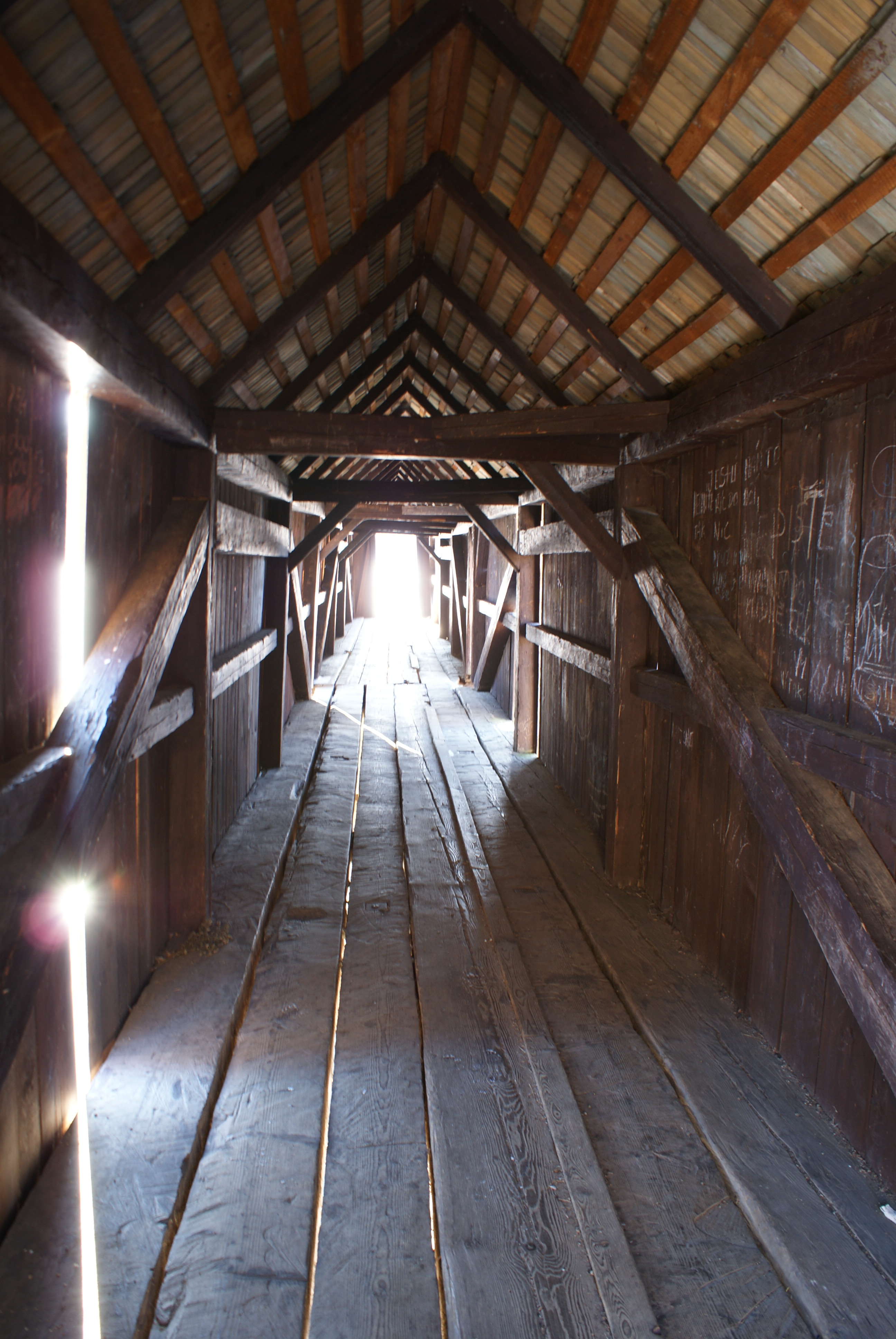
Rechle u Lenory

Dřevěná stavba lávky je 25 metrů dlouhá a 1,8 metrů široká a má dřevěné bednění až po střechu. Mostovka leží na třech kamenných pilířích obdélného půdorysu ve výšce asi 6 metrů nad hladinou Vltavy. Stavba je krytá valbovou střechou a z jižní strany se na lávku vstupuje po dřevěných schodech.